# Gibostad
Gibostad este o localitate din comuna Lenvik, provincia Troms, Norvegia, cu o suprafață de 0,4 km² și o populație de 342 locuitori (2013).